# 达喜达日扎楞庙
达喜达日扎楞庙，俗称达日扎楞，汉语叫盛祥寺，位于中国内蒙古自治区呼伦贝尔市陈巴尔虎旗巴彦库仁镇，是一座藏传佛教格鲁派寺院。

## 历史
清朝光绪年间，为消除萨满教在陈巴尔虎人中的影响，扩大藏传佛教的传播，清政府决定国库支付13万两白银，在巴彦库仁创建达喜达日扎楞庙。工程于1874年开工，1878年竣工。该庙坐落于巴彦库仁镇正中央。起初，该庙的名字很多，有“巴彦库仁庙”、“呼和道布庙”、“其布沁庙”等等。后来，清朝皇帝亲赐印章及“达喜达日扎楞庙”（汉语意为“盛祥寺”）的名称，由此将庙名固定下来。
据记载，当时达喜达日扎楞庙总占地面积2744平方米，由主大殿、天王殿、东西两个殿形成四合院，庙南还配建有两座塔，共6部分组成。此外还有100平方米的厨房及仓库。达喜达日扎楞庙全部用青砖瓦砌成，上有金顶，从10多公里外便能看到。庙内喇嘛最多时达到154位，多数来自西藏、青海等地。陈巴尔虎旗人口少，兵役负担重，当地人主要信仰萨满教，所以达喜达日扎楞庙中来自本地的喇嘛很少，仅有扎米彦、丹巴仁钦、宝迪雅、巴拉旦、础鲁德木等十多位。
　
达喜达日扎楞庙建成后，提高了陈巴尔虎人的文化、教育、医药等方面的水平。九世班禅和朝鲜元首金日成都曾来过该庙。达喜达日扎楞庙享有盛誉。
该庙后在文化大革命期间被毁。由于遗址已经被城市占用，踪迹全无，2003年，经旗政府的批准，又在市区西郊、巴彦库仁镇以北由道敖日布扎木苏新建。
新建的该庙占地面积1万平方米，坐北朝南，平面呈矩形。2009年有喇嘛7名。新建的该庙以北是301国道，南面是北二环（距离莫日格乐20公里），东面是住宅（距离海拉尔3公里），西面是空地。庙内建筑全部采用现代的钢筋混凝土结构，小到斗拱、雀替也都由水泥制成。庙内杂草丛生，少有清理。新建的该庙附近大多数人信奉萨满教，故该庙香火不旺。
新建的达喜达日扎楞庙在农历每月初一日、十五日举办庙会，吸引信众前来参加。

## 建筑
该庙平面沿中轴线对称。由山门（天王殿、门寺）进入，首先是大殿，山门左右两侧各有喇嘛住所，大殿后面正对的是护法殿，护法殿两侧是喇嘛住所。 大殿是汉式建筑，重檐歇山顶，面阔7间，进深3间，建于高约1米的台基上。殿内墙上均绘有壁画，顶棚的装饰非常简单。大殿主供三世佛，还供有一些小佛像。后面的护法殿，正立面开门并在中心，门在中间靠右侧，殿内布置很简单。